# Grand prix littéraire de la Société Saint-Jean-Baptiste de la Mauricie
Le grand prix littéraire de la Société Saint-Jean-Baptiste de la Mauricie a été créé en 1963. Il était attribué à une personne de la Mauricie pour l'ensemble de son œuvre littéraire.

## Lauréats
- 1964 - Hervé Biron
- 1965 - Auguste Panneton
- 1966 - Alphonse Piché
- 1967 - Claire Roy
- 1968 - Raymond Douville
- 1969 - Gérald Godin
- 1971 - Herman Plante
- 1978 - Gilles Boulet
- 1981 - Clément Marchand